# Hilduin Ier de Montdidier
Hilduin Ier de Montdidier, mort avant 956, est le premier comte de Montdidier connu. Le nom de ses parents est inconnu et il est considéré comme la tige de la maison de Montidier, qui a donné des comtes de Montdidier, d'Arcis, de Dammartin et de Roucy.

## Biographie
Sa vie ainsi que sa descendance présentent plusieurs incertitudes compte-tenu du faible nombre de documents de cette époque.
Il est notamment mentionné dans une charte datée de 1061 du roi des Francs Philippe Ier dans laquelle il fait don du village de Bagneux à l'abbaye de Saint-Germain-des-Prés en échange de Combs-la-Ville et qui précise qu'Hugues le Grand, duc des Francs, avait accordé Combs à Hilduin, comte de Montdidier, qui était mort avant son bienfaiteur, c'est-à-dire avant le 16 juin 956, et que Manassès, petit-neveu d'Hilduin, en avait réclamé la propriété,.

## Mariage et enfants
Il n'a probablement pas contracté d'union ni eu de descendance.
À sa mort, il transmet son comté de Montdidier à son neveu Hilduin II de Montdidier, probable fils de son frère Helpuin de Montdidier et de son épouse Hersende d'Arcis, comtesse d'Arcis et dame de Ramerupt.